# Kalifatets teori
Kalifatet er efter den rette, muslimske lære den eneste mulighed for et lovmæssigt styre. Kaliffen er betroet den politiske og religiøse ledelse af det muslimske fællesskab, umma, i sin egenskab af Muhammeds efterfølger. De muslimske teologer og jurister udleder kalifatet som institution direkte af Koranen. I sura 38 hedder det: Oh David ("Da’ud"), se, vi gør dig en stedfortræder ("khalifa") på jorden; sådan skal du i sandhed dømme mellem menneskene…. Kun den religiøse lov sharia står over kaliffen, for den er begrundet i retskilder som Koranen, sunna, ijma' (konsensus) og qiyas (analogislutninger), og dem er kaliffen også bundet af.
Kalifatet er forankret i islamisk ret som en såkaldt fard kifaya, dvs. som en trospligt for fællesskabet, der kun skal udøves af nogle enkelte særligt egnede mennesker fra fællesskabet. Pligten til jihad eller til stræben efter viden er typiske eksempler på dette. Det står i modsætning til fard ’ayn, den individuelle trospligt, der f.eks. består i faste eller pilgrimsfærd, som enhver er forpligtet til. Når det drejer sig om kalifatet, hedder det, at det påhviler dem, der er særligt egnede til embedet, at udføre det som en fard kifaya. Så hvis der f.eks. kun findes én egnet kandidat, som opfylder kriterierne, må han ikke afvise embedet.
Kalifatets universalitet, dvs. det religiøse og verdslige krav på magten, udleder de klassiske teologer af pligten til jihad. Den religiøse pligt til jihad gør det nødvendigt, at kaliffen ikke kun har den religiøse ledelse, men også er i stand til at føre krig, og derfor også at han har kontrol over hæren. Den sproglige adskillelse mellem kalif og imam udspringer af disse to aspekter. Med imamatet forstår man almindeligvis den religiøse ledelse, mens kalifatet også drejer sig om det politiske og militære område. Med kalifatets sammenbrud blev betegnelsen imam løsrevet fra denne sammenhæng og blev senere brugt både om den muslimske menigheds overhoved og som ærestitel for særligt ansete, religiøse personligheder.

## Shiittisk opfattelse af kalifatet
Efter shiitternes opfattelse var deres tolv imamer retmæssige kaliffer. Efter deres opfattelse døde den tolvte kalif ikke, men fjernede sig ind i skjultheden, hvorfra han skal komme som mahdi (frelser). I mellemtiden udøver det shiitiske præsteskab kun magten på vegne af denne "skjulte imam". Dette er indskrevet i den iranske forfatning, og det er årsagen til, at det relativt frit valgte, iranske parlament og den iranske præsident kun har en begrænset magt.
De shiitiske nizari, som tilhører ismailitterne eller syver-shiitterne, har endnu i dag en imam-kalif, Kharim Aga Khan 4., som er den 49. i direkte linje fra profeten Muhammeds datter Fatima og svigersøn Ali (i det mindste efter deres lære). Bohraerne, som også hører til ismailitterne, tror ligesom imamitterne på en skjult imam-kalif.

## Sunnittisk opfattelse af kalifatet
Den sunnittisk-ortodokse opfattelse af kalifatet blev først formuleret betydeligt senere, men varede næsten indtil abbasside-kalifatets nedgangstid. Bestemmelsen om, at kaliffen skulle tilhøre Muhammeds stamme, quarisherne, blev fastholdt indtil begyndelsen af osmanner-kalifatet. Osmannerne fastholdt et krav på kaliffens embede og underbyggede det ved hjælp af religiøs symbolik.

## Kalifatsteoriens historie
Selv da kalifatet i realiteten havde mistet sin betydning, forblev kalifatsteorien hele tiden teoretisk normdannende og meget omdiskuteret, selv om virkelighed og teori var vidt adskilt. De muslimske jurister stod overfor den ret beset uløselige opgave at bygge bro over dette misforhold. Dette betød i praksis, at de måtte skabe en overensstemmelse mellem kaliffen som den højeste autoritet i teorien og sultanen eller emiren som den, der havde magten for tiden, ved at tilpasse begge embeder til en islamisk retsopfattelse, der insisterer på enheden mellem den åndelige og verdslige magt.
Opblødningen af kalifatsteorien foregik i flere trin. Den ashchariske jurist al-Mawardi (972–1058), forsøgte sig som én af de første med en løsning. På et tidspunkt, da kaliffen kun var en marionet i hænderne på buyide-dynastiet i Baghdad, opstillede han i sit skrift, Akham as-Sultaniya, en teori om imarat al-istala, emiratet opnået ved kup.
Ifølge denne teori er kaliffen forpligtet til at videregive sin udøvende magt til den, som netop nu har den reelle, politiske magt, så længe denne regerer efter lovreglerne i sharia. Det vil være tilstrækkeligt at anerkende kaliffens formelle overhøjhed og at nævne hans navn i fredagsbønnen for at opretholde fiktionen om embedets suverænitet. Mawadi forsøger her med videregivelsestanken at bringe kalifatsteorien i samklang med den historiske realitet.
Al-Mawardi betingede stadigvæk videregivelsen af magten med, at styret skulle foregå efter sharia. Men da senere islamiske teoretikere var overbevist om, at enhver form for herredømme må være bedre end anarki, begrundede de også rene magtherredømmer, når blot kaliffens overherredømme samtidigt blev opretholdt.
Al-Ghazali (1058 – 1111), der levede under selsjukkerherredømmet, opgav f.eks. mange af de krav, som Mawardi havde anset for nødvendige. Kaliffen skulle ikke længere råde over evnen til at udøve ijtihad, og regeringskompetencen (kifaya) var ikke nødvendig, når han blot havde en dygtig wezir ved sin side. I stedet for evnen til ijtihad, dvs. den selvstændige fortolkning af loven, skal kaliffen kun besidde wara, gudsfrygt. Ved siden af den traditionelle fremgangsmåde ved valg af kalif opstillede Ghazali en ekstra: den herskende sultans udnævnelse af kaliffen. Derved legitimerede han den fremgangsmåde, der var gængs på hans tid.
Til sidst gav teologen Ibn Jama'a dødsstødet til den klassiske kalifatsteori, da han opgav enhver religiøs fordring og reducerede kalifatet til alene at være et magtbaseret overherredømme:
Når imamatet således er retmæssigt besat af en person ved hjælp af magt og militær overlegenhed, og der derefter opstår en anden, som nedkæmper den første ved sin styrke og sine hære, så er den første afsat, og den anden bliver imam af hensyn til muslimernes velfærd og enhed.

## Note
1. ↑  I den seneste oversættelse ved Ellen Wulff hedder det: "David! Vi har gjort dig til efterfølger på jorden. Døm med sandhed mellem menneskene,..." (Sura 38,26)
Koranen ISBN 87-91393-95-7